# ترزا مردژا
ترزا مردژا (انگلیسی: Tereza Mrdeža؛ زادهٔ ۱۴ نوامبر ۱۹۹۰) یک تنیس‌باز اهل کرواسی است.